# サンポート高松

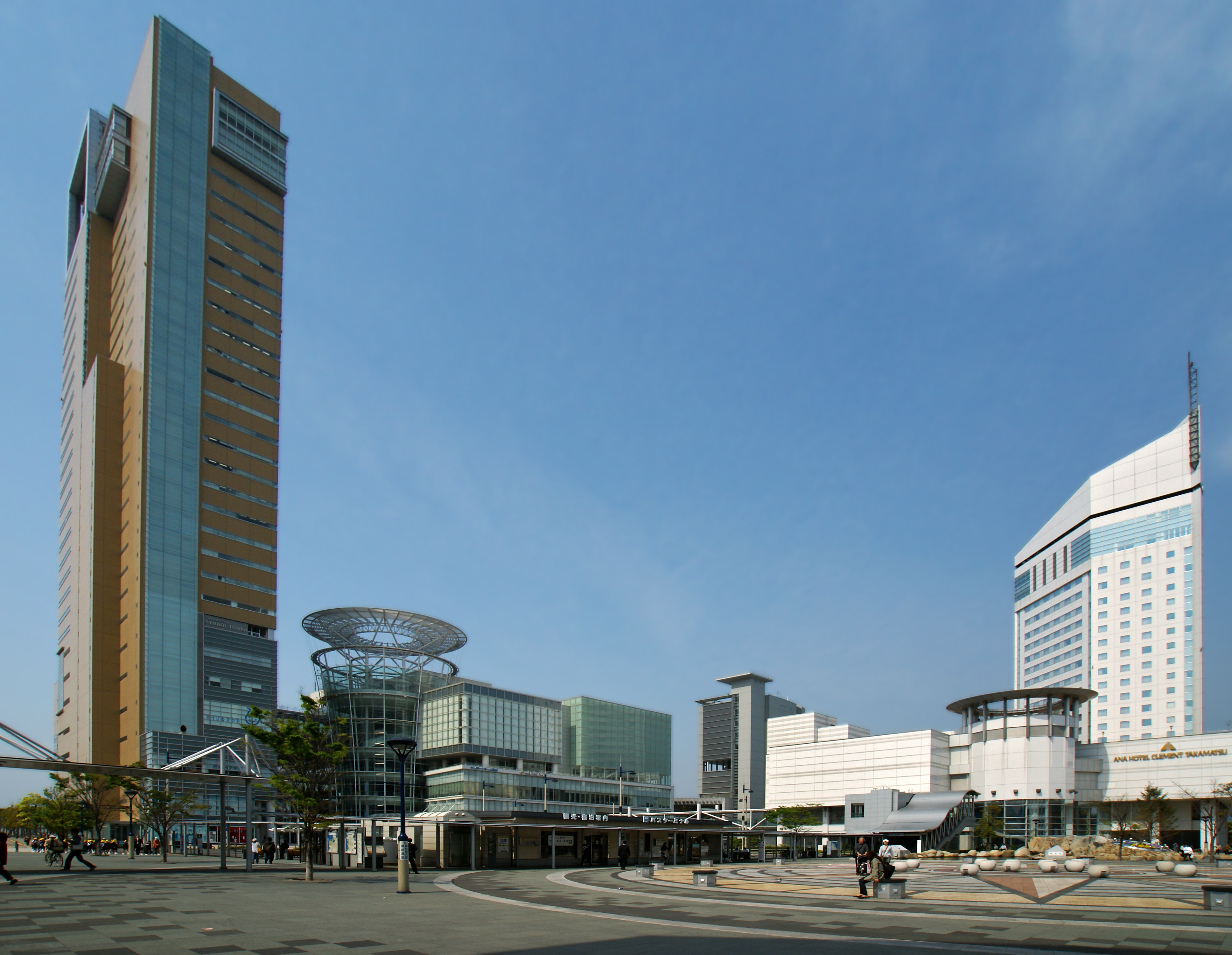
サンポート高松（ビル群）

サンポート高松（サンポートたかまつ）は、香川県高松市の高松港頭地区の愛称である。
かつて本州へ渡るJRの連絡船とホーバークラフトが出入りしていた、高松港の西半分を埋め立てて再開発した。
サンポートの「サン」は、太陽の”Sun”と讃岐の「讃」を意味する。
現在では高松市の町名の一つとなっている。2003年に浜ノ町から分割され、郵便番号は760-0019。

## 概要
再開発前は、今と風景が全く異なっていた。
シンボルタワー、マリタイムプラザ、旅客ターミナルビル、高松コリドーが建っている位置は、後から埋め立てられた区画で元々は全て海面だった。
ホテルクレメントの位置が以前の高松駅で、車寄せの辺りが連絡船桟橋、カフェテラスの辺りがホーバー乗り場だった。
玉藻公園の入口は、今では芝生広場だが、当時は旧駅前に面していて、飲食店や土産物店が入った雑居ビル群、そして高松グランドホテルが建っていた。中央通りは当時そこが終端で、海とぶつかる位置に関西汽船ビルや旧県営桟橋があった。
1988年に瀬戸大橋が開通し、本州へ列車で直通できるようになったため、連絡船とホーバーが廃止。
それと合わせて、今の高松駅への移転と港付近の埋め立て再開発が始まった。
高松市が瀬戸内海に面する港町であることから「瀬戸の都」のキャッチフレーズのもと、1990年代初頭から造成・建設工事が進められてきた。
JR高松駅、高松シンボルタワー、JRホテルクレメント高松、高松サンポート合同庁舎、高松港旅客ターミナルビルなどの大規模施設が立地する。
東部に位置するサンポート高松玉藻交差点は高松市のメインストリートである高松中央通りの起点となっている。
さぬき高松まつりのどんどん高松では高松港サンポート高松沖合海上に花火が上がるため大きな賑わいを見せる。

## 歴史

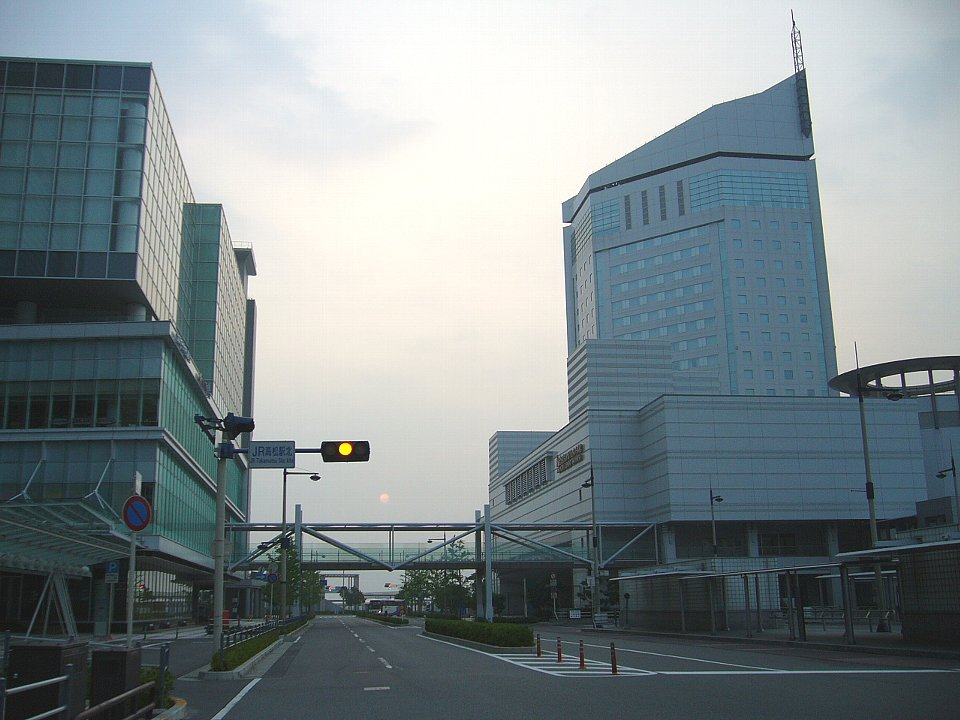
早朝のサンポート高松

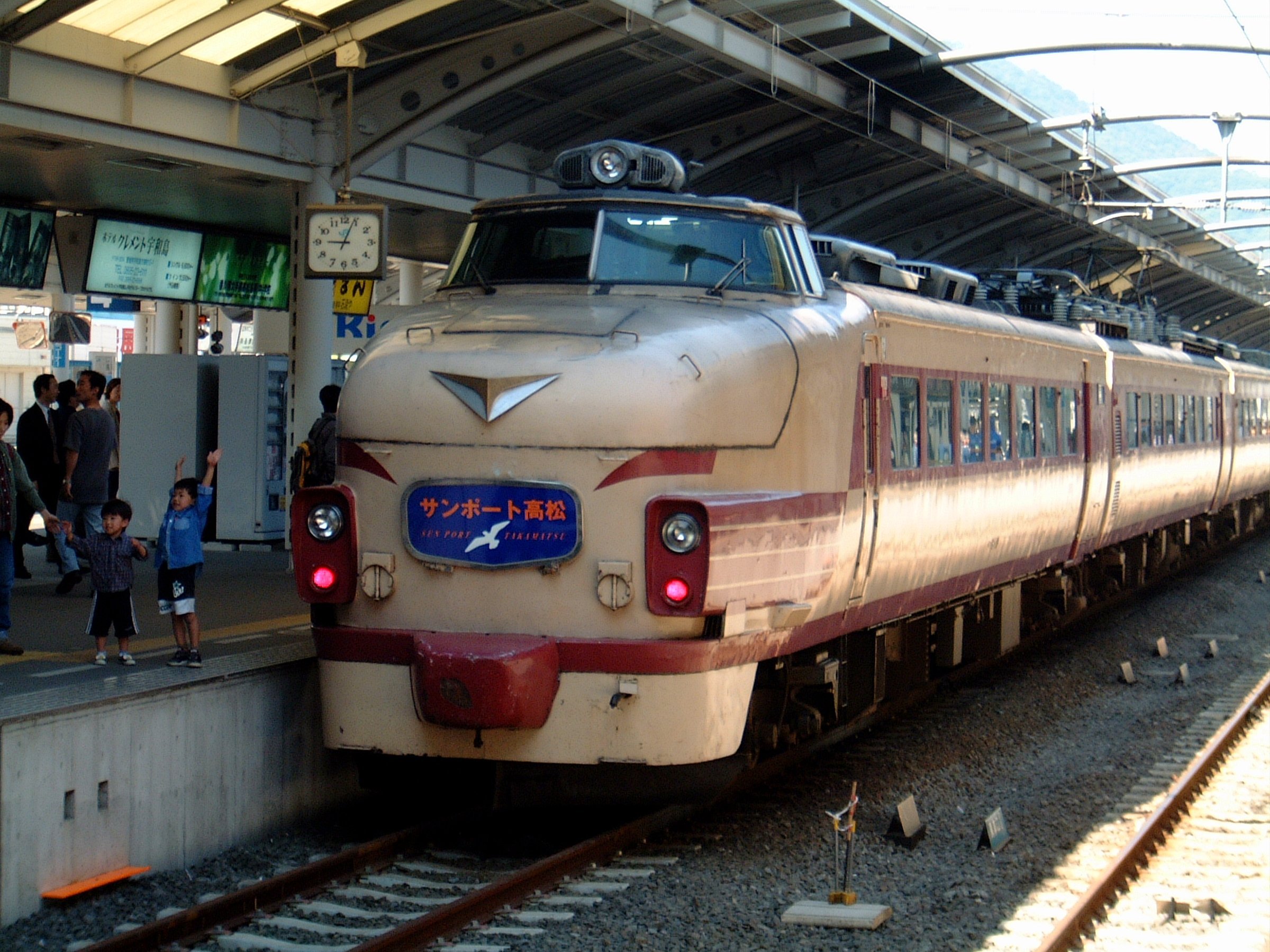
開業時に特別運転された485系臨時急行「サンポート高松」

- 1993年（平成5年）7月26日 - 愛称を「サンポート高松」と決定[1]。
- 1998年（平成10年）11月1日 - 高松港玉藻防波堤灯台（赤灯台）が移設改築され、初点灯。
- 1999年（平成11年）8月27日 - サンポート湾岸整備完了。
- 2000年（平成12年）3月4日 - 新高松駅舎起工式。
- 2001年（平成13年）
  - 5月13日 - JR高松駅新駅舎・旅客ターミナルビル完成。駅前広場供用開始。
  - 5月24日 - 全日空ホテルクレメント高松（現:JRホテルクレメント高松）オープン。
  - 5月29日 - サンポートで夏まつり開催。
  - 8月9日 - 高松シンボルタワー起工式。
- 2002年（平成14年）
  - 5月9日 - 高松駅北複合商業施設オープン。
  - 7月12日 - 休憩所の東屋オープン
  - 10月5日 - スケートパーク供用開始。
- 2003年（平成15年）
  - 4月1日 - サンポートの住所「浜ノ町」から「サンポート」へ変更。
  - 4月7日 - 地下道開通。
  - 10月22日 - 歩行者デッキ開通。
- 2004年（平成16年）
  - 3月30日 - 高松シンボルタワーオープン。多目的広場供用開始。
  - 6月1日 - 高松駅南暫定広場供用開始。
  - 6月7日 - 高松地方合同庁舎A棟起工式。
- 2005年（平成17年）
  - 9月27日 - 県がB2街区（旅客ターミナルビル北側の空き地）利用計画を民間公募。
  - 11月1日 - サンポートと商店街を結ぶバスが運行を開始。
- 2006年（平成18年）11月21日 - 高松地方合同庁舎A棟竣工。名称を「高松サンポート合同庁舎」とする。
- 2015年（平成27年）
  - 5月23日 - 高松地方合同庁舎B棟起工式。
- 2017年（平成29年）9月20日 - 高松地方合同庁舎B棟竣工。
- 2019年（令和元年）- 高松駅のスーパーとミスタードーナツを解体の上新しい複合型商業施設を建設開始。
- 2020年（令和2年）- 徳島文理大学は、さぬき市の志度から高松駅に香川キャンパスを移転すると発表。2025年度から使用予定。
- 2021年（令和3年）- A1・A2・B1街区のスポーツレクリエーション広場・大型テント広場・アート広場は解体・整地の上、香川県立アリーナを建設開始。
- 2024年（令和6年）
  - 3月22日タカマツオルネオープン。
  - 7月24日 B2街区（旅客ターミナルビル北側の空き地）にマンダリンオリエンタルホテル瀬戸内を建設開始。2027年(令和9年)に竣工、開業予定。これで、サンポートの空き地は全て建物が建つ事になった。
  - 11月29日香川県立アリーナの竣工式が行われた。
- 2025年（令和7年）
  - 4月1日徳島文理大学の香川キャンパスが移転。使用開始

## 主な施設

### 商業施設
- JRホテルクレメント高松
- JRクレメントイン高松
- 高松シンボルタワー
  - マリタイムプラザ高松
- セブン-イレブン高松サンポート店
- 高松港レストハウス
- レクサス高松
- TAKAMATSU ORNE (タカマツ オルネ)

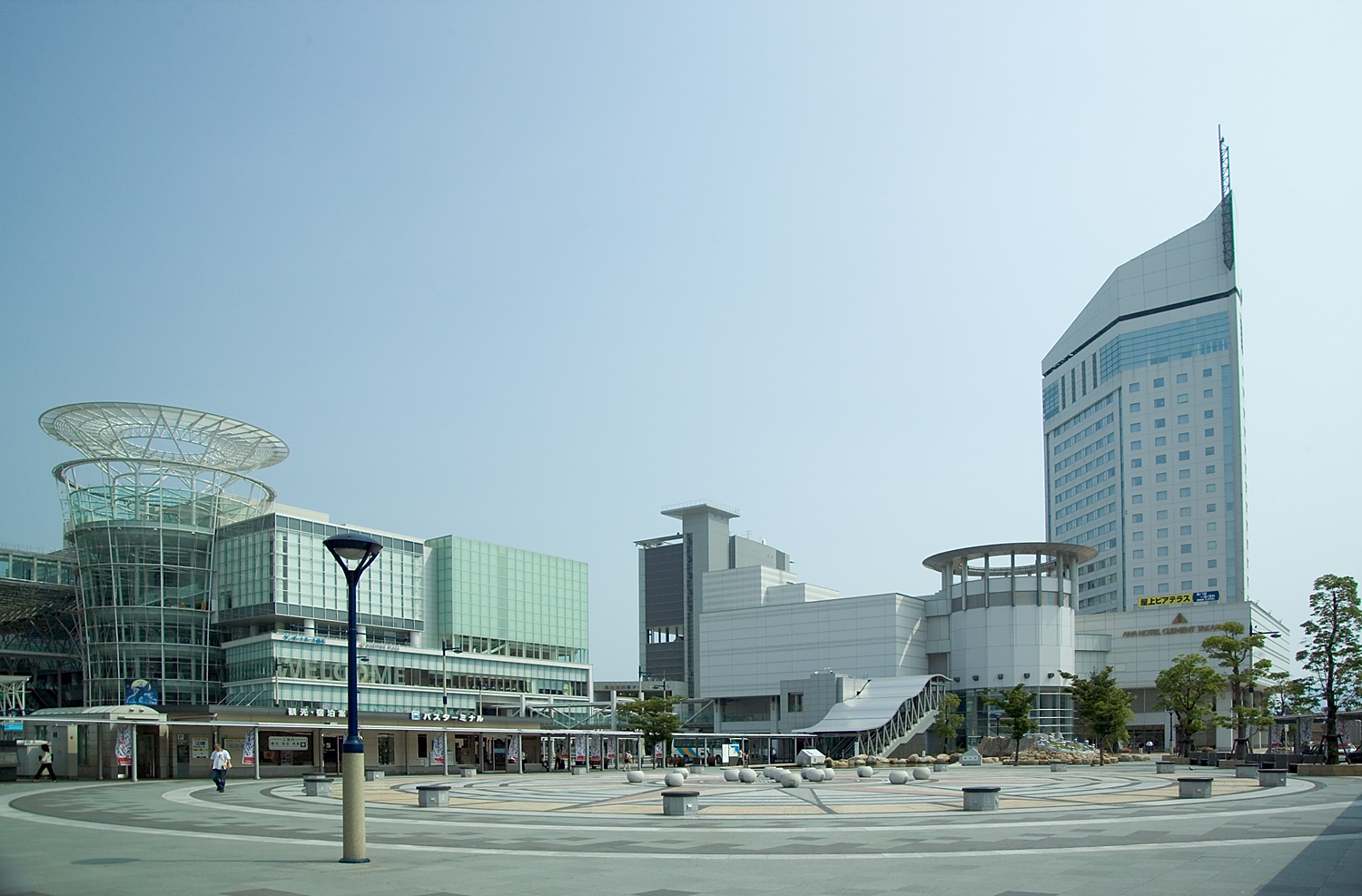
左：高松シンボルタワー（低層棟） 右：JRホテルクレメント高松
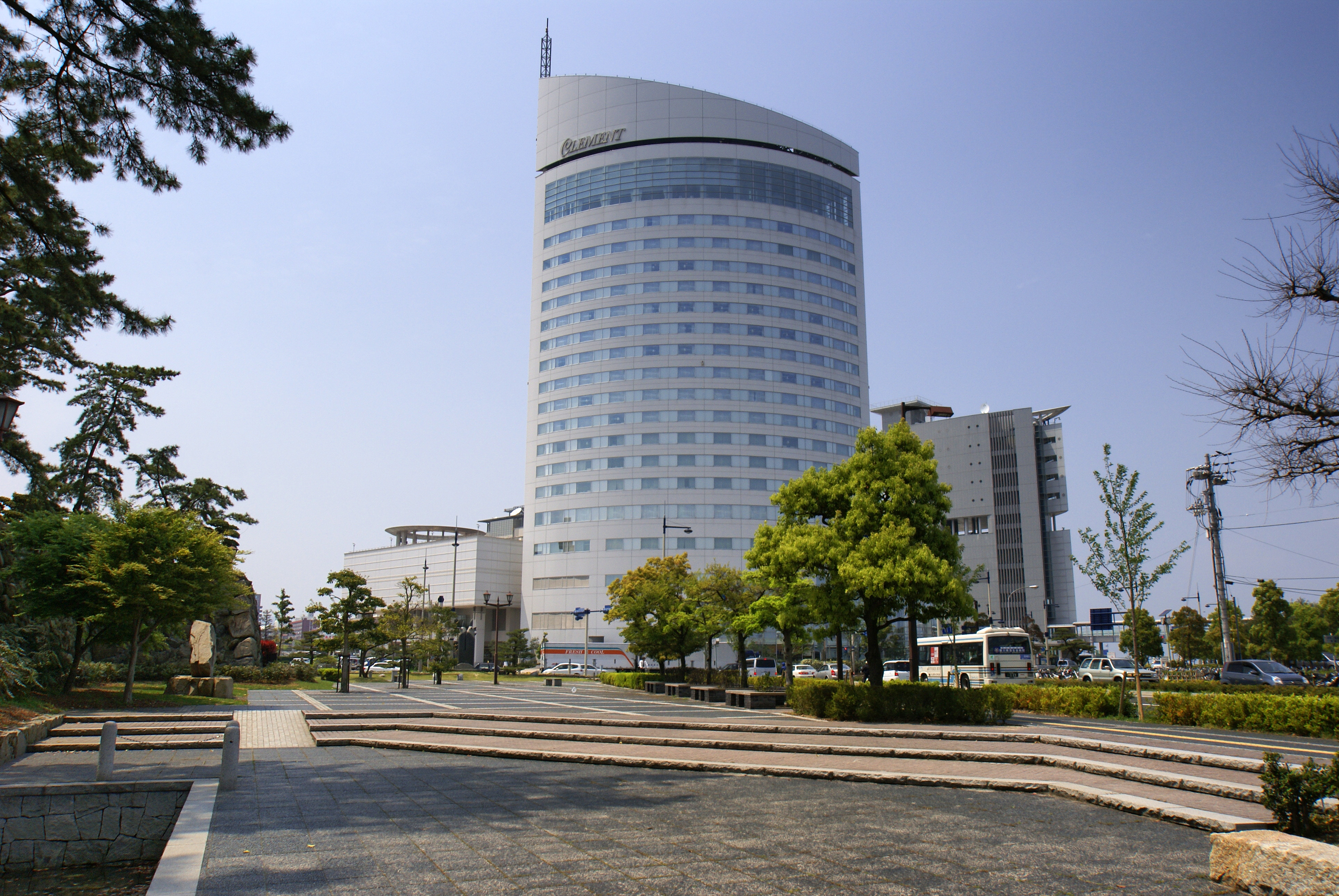
JRホテルクレメント高松

### 交通

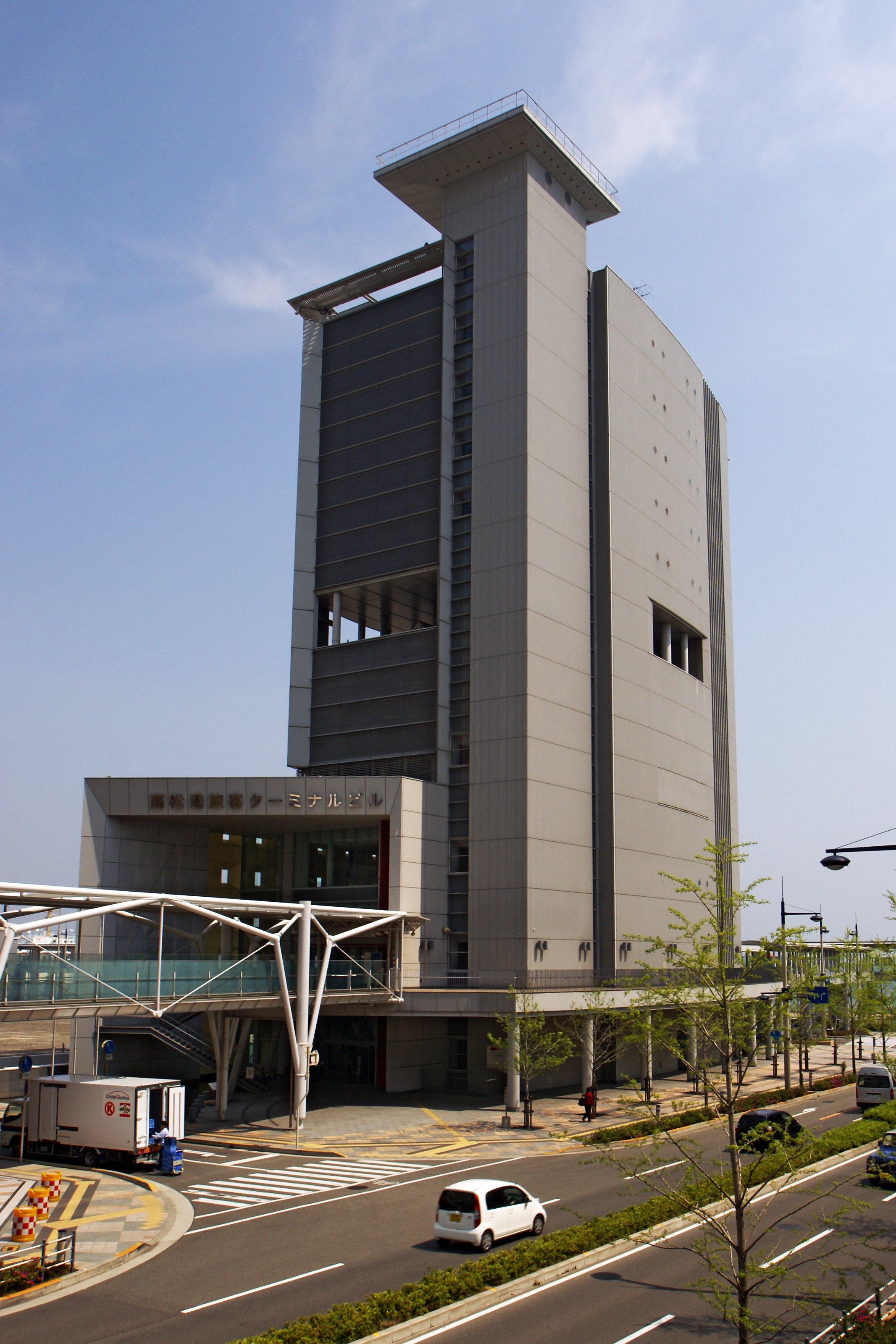
高松港旅客ターミナルビル
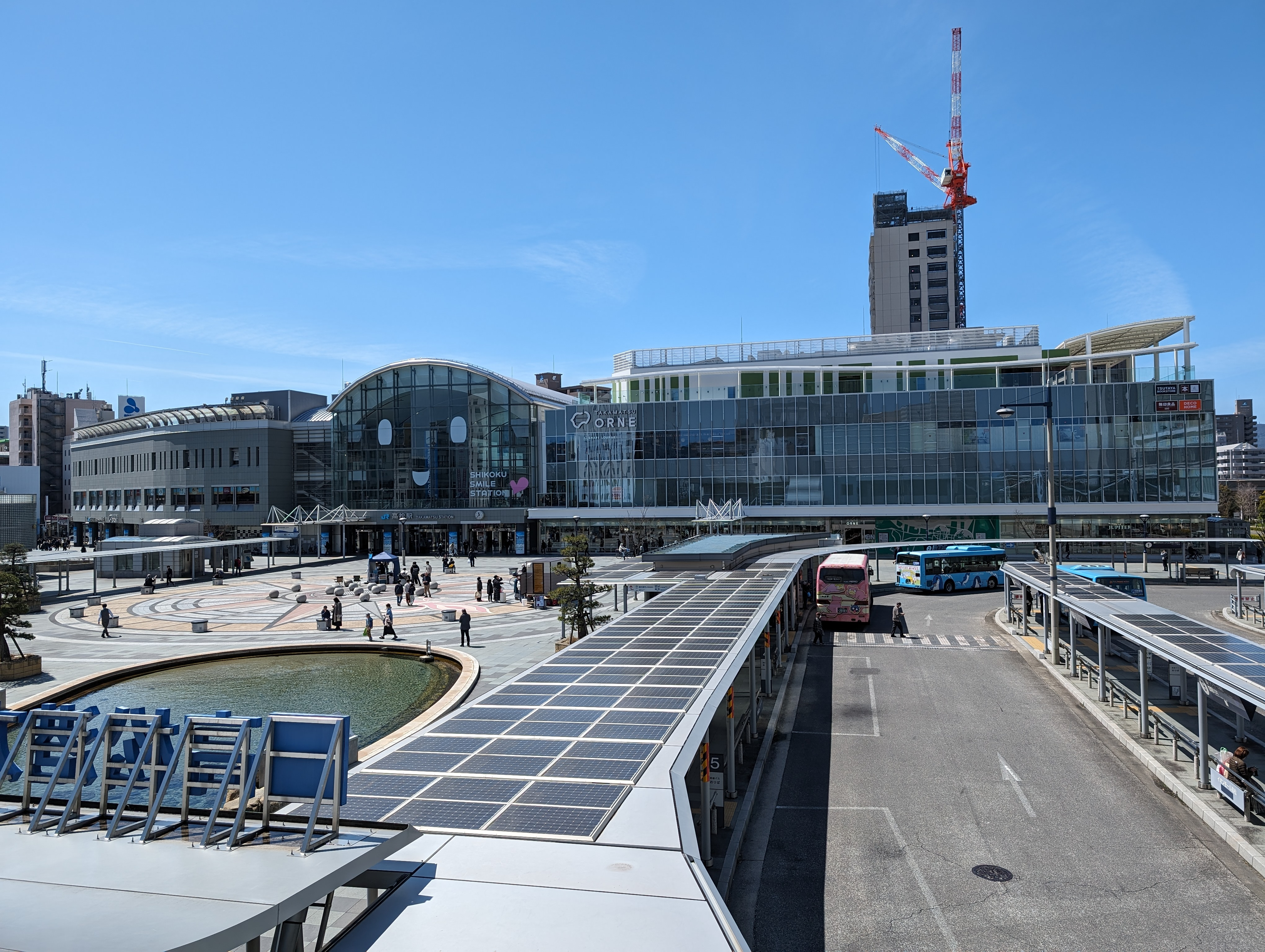
高松駅とタカマツオルネ全景

- JR四国高松駅
- 高松港
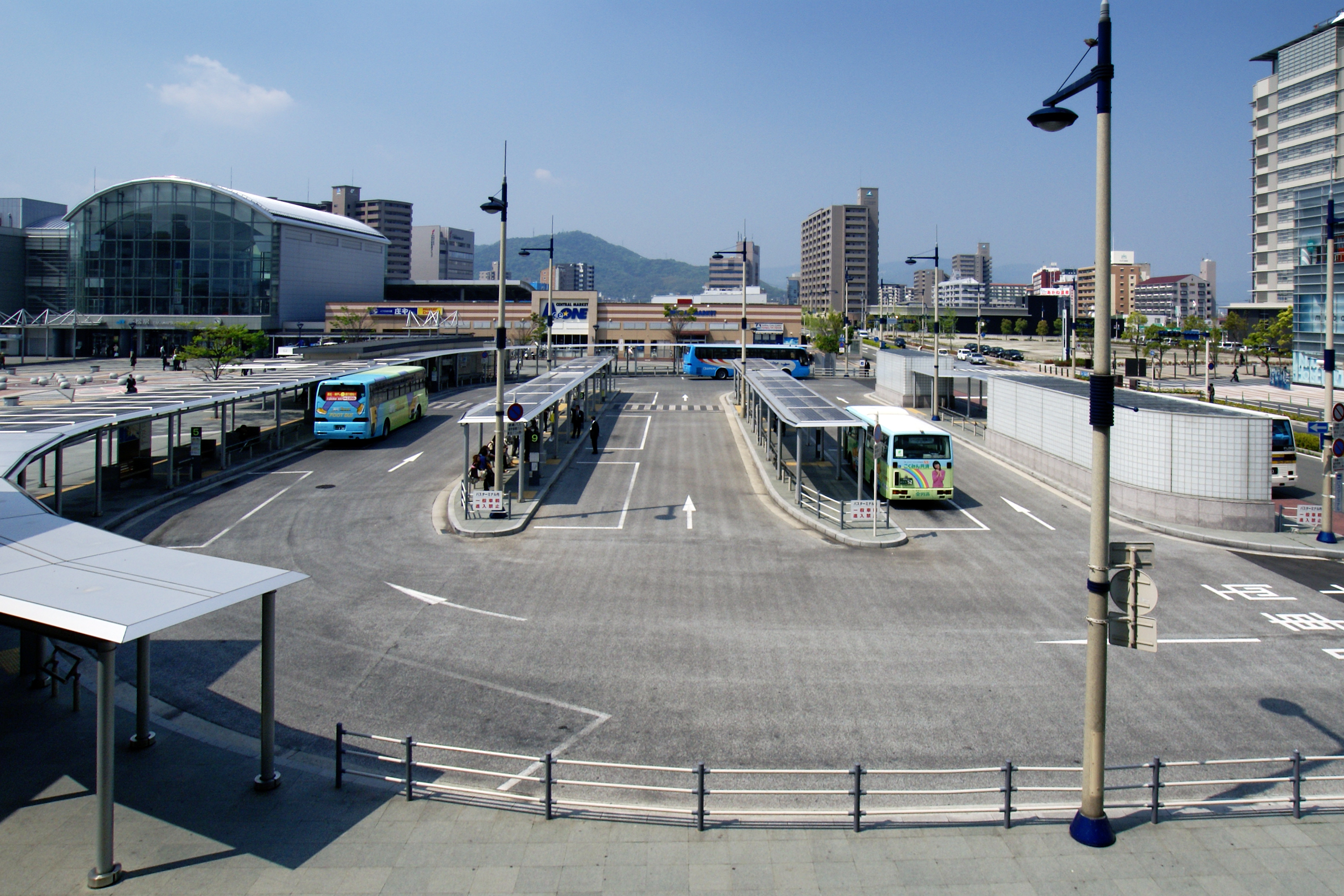
高松駅前バスターミナル
- 地下駐車場
営業時間は6:00 - 24:00で、高松駅の初電・終電に対応できていない。また、駐車場内はシンボルタワー下・駅前広場下・多目的広場下の3ゾーンに分かれており、各ゾーンの連絡路は徒歩での通行が禁止されているため、目的の場所に応じて駐車しなければならない。

- 高松港旅客ターミナルビル
- 高松駅とタカマツオルネ全景
- 高松駅前バスターミナル
（路線バス用）

### 広場・遊歩道・公園
- 高松駅前広場
- 高松コリドー
- せとシーパレット（階段式護岸）
- 玉藻防波堤
  - せとしるべ（赤灯台）

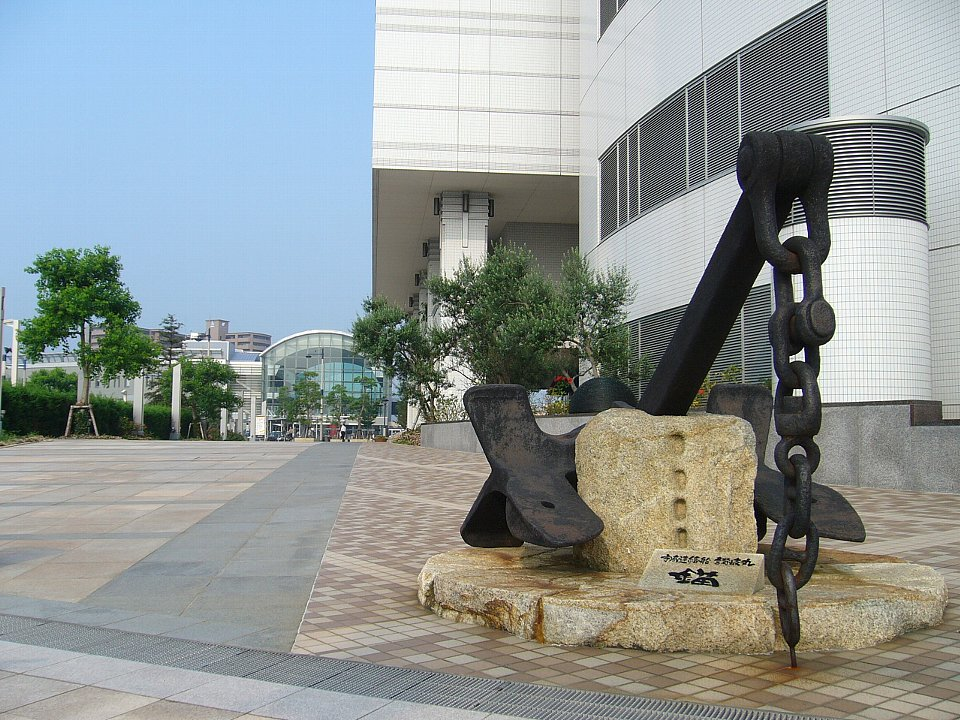
宇高連絡船「讃岐丸」の錨のモニュメント
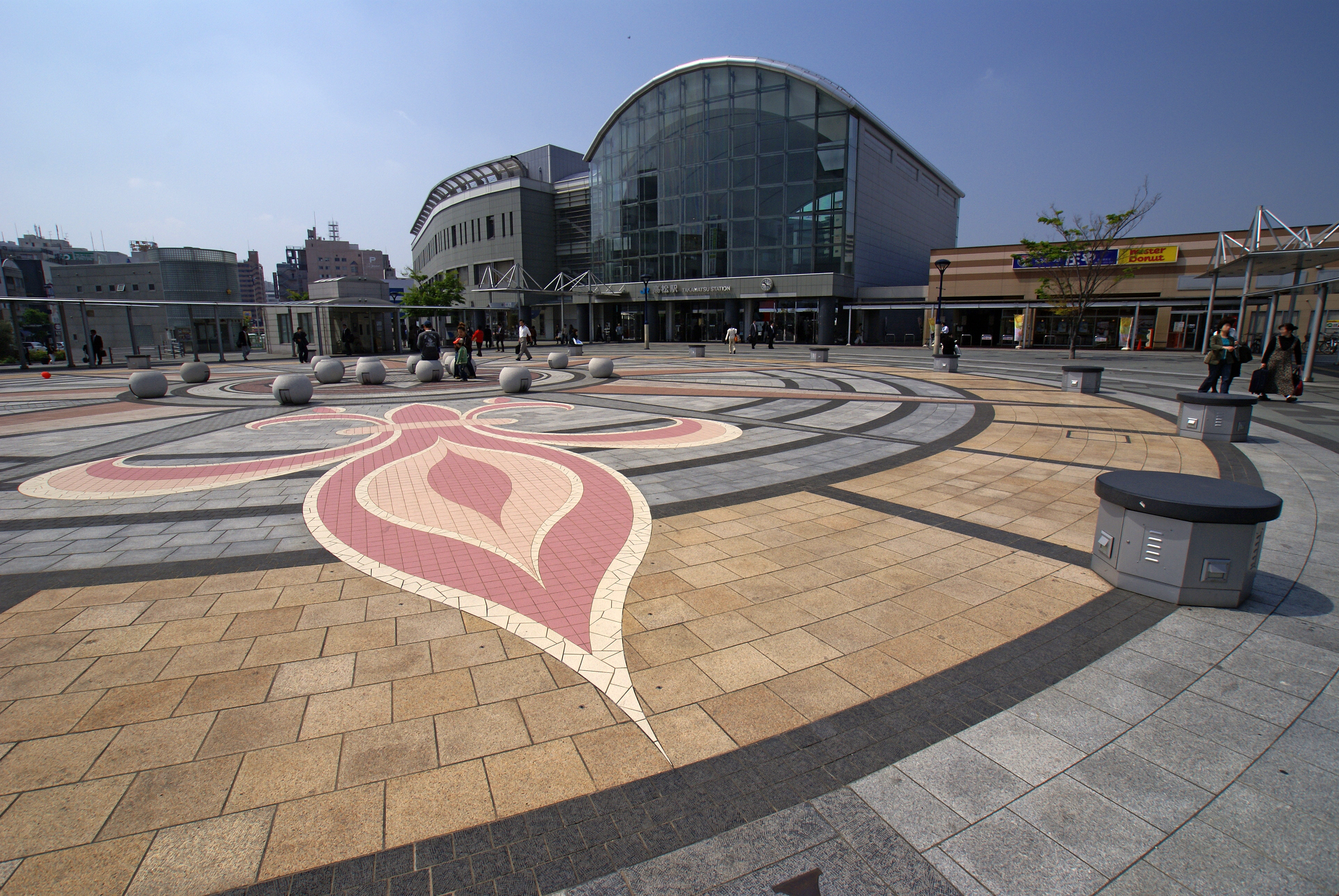
高松駅前広場
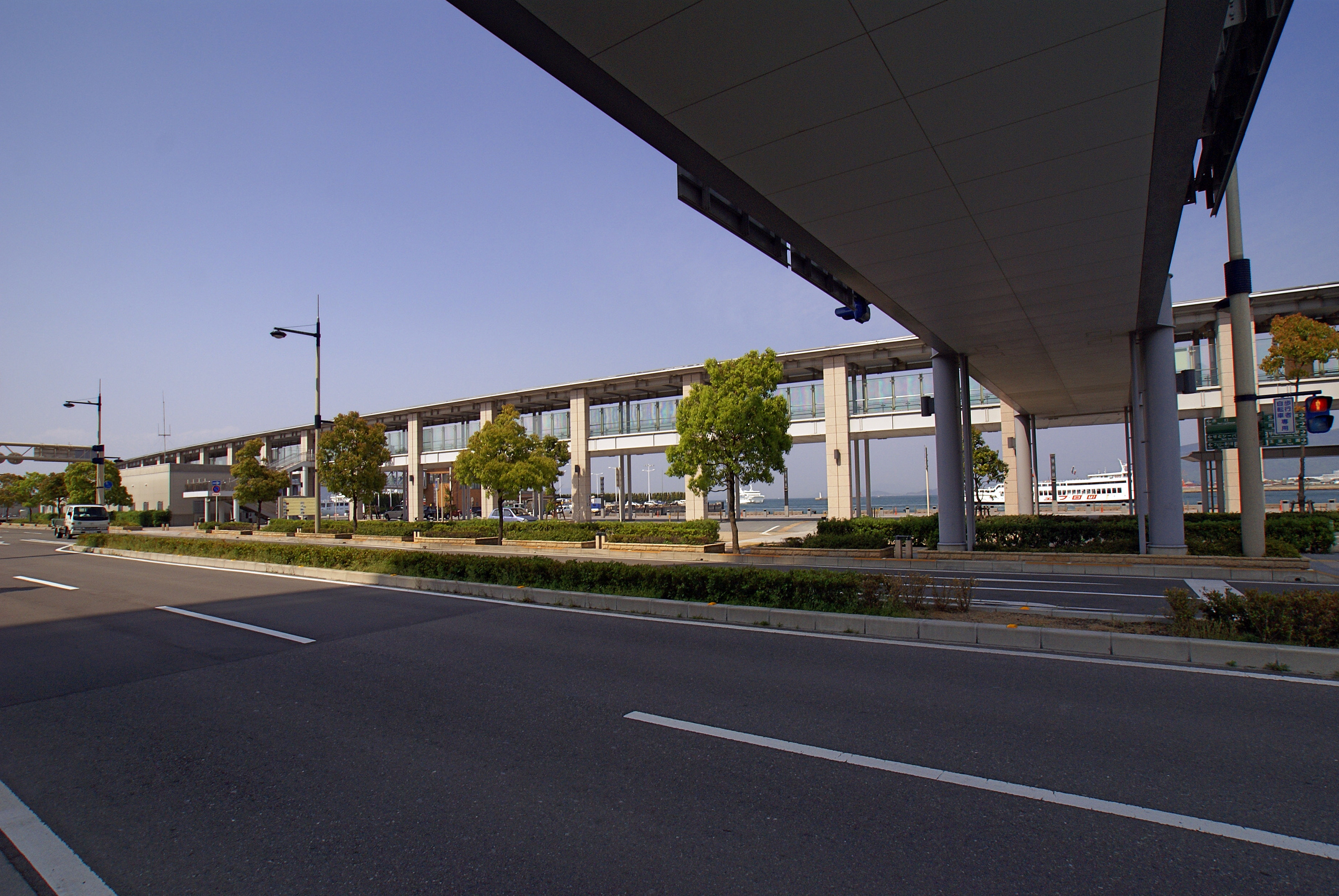
高松コリドー
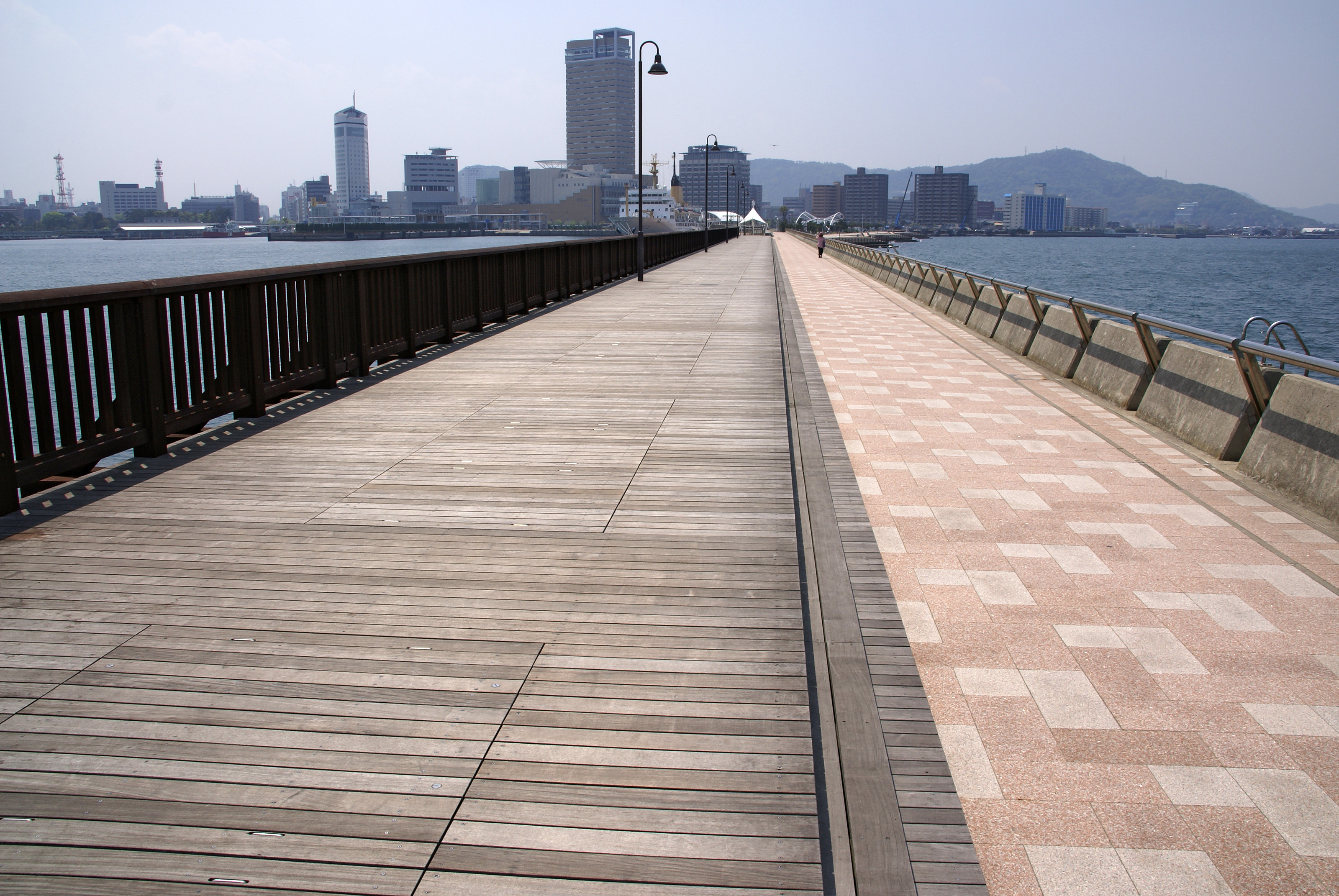
玉藻防波堤
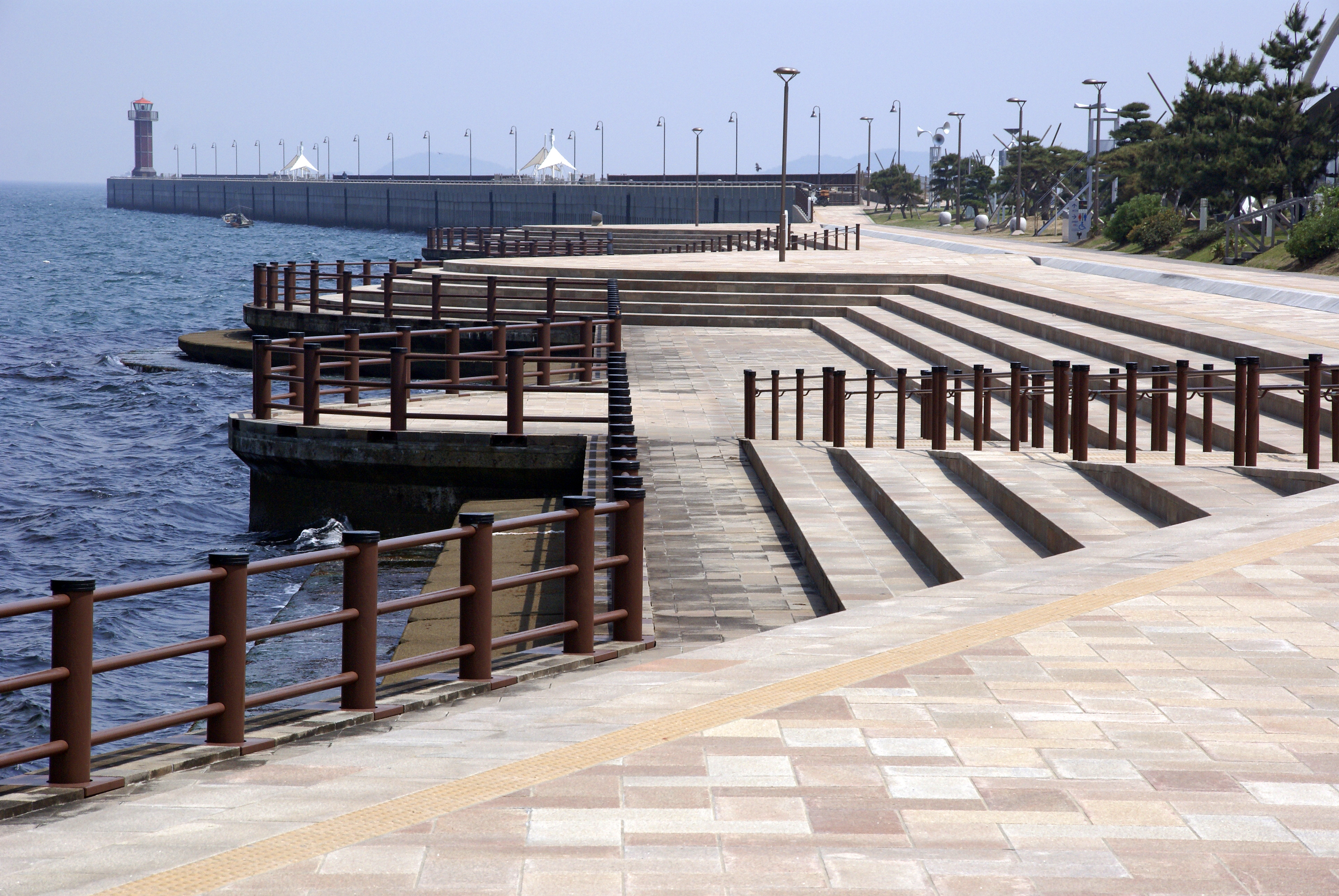
せとシーパレットとせとしるべ

### 建設中・未着工
- 大的場跡地再開発施設（建設中）
- ことでん新高松築港駅（中止が決定し、用地は高松駅前バスターミナルの拡張に転用された。詳細は当該項目を参照）
- マンダリンオリエンタルホテル瀬戸内（B2街区）

### その他
- 高松サンポート合同庁舎 A棟(北館)
  - 四国経済産業局
  - 四国地方整備局など
- 高松サンポート合同庁舎 B棟(南館)
  - 四国運輸局
  - 四国財務局など
- 徳島文理大学高松駅キャンパス
- サンポートホール高松（高松市文化芸術ホール）
- 香川県立アリーナ（あなぶきアリーナ香川）

## 交通アクセス
- JR四国高松駅 下車。
- 高松琴平電気鉄道高松築港駅 下車。

## サンポート高松トライアスロン大会 〜瀬戸内国際体育祭〜
- 2010年11月3日、第1回目の大会を開催し、当初、スプリントトライアスロン（25.75 ㎞）として実施された[2][3]。
- 2013年大会からオリンピックディスタンス（51.5 ㎞）にコースをステップアップした[3]。

コースガイド(エイジ競技大会)
- スイムコース
- バイクコース
- ランコース